# Jimmy Murphy (Fußballspieler)

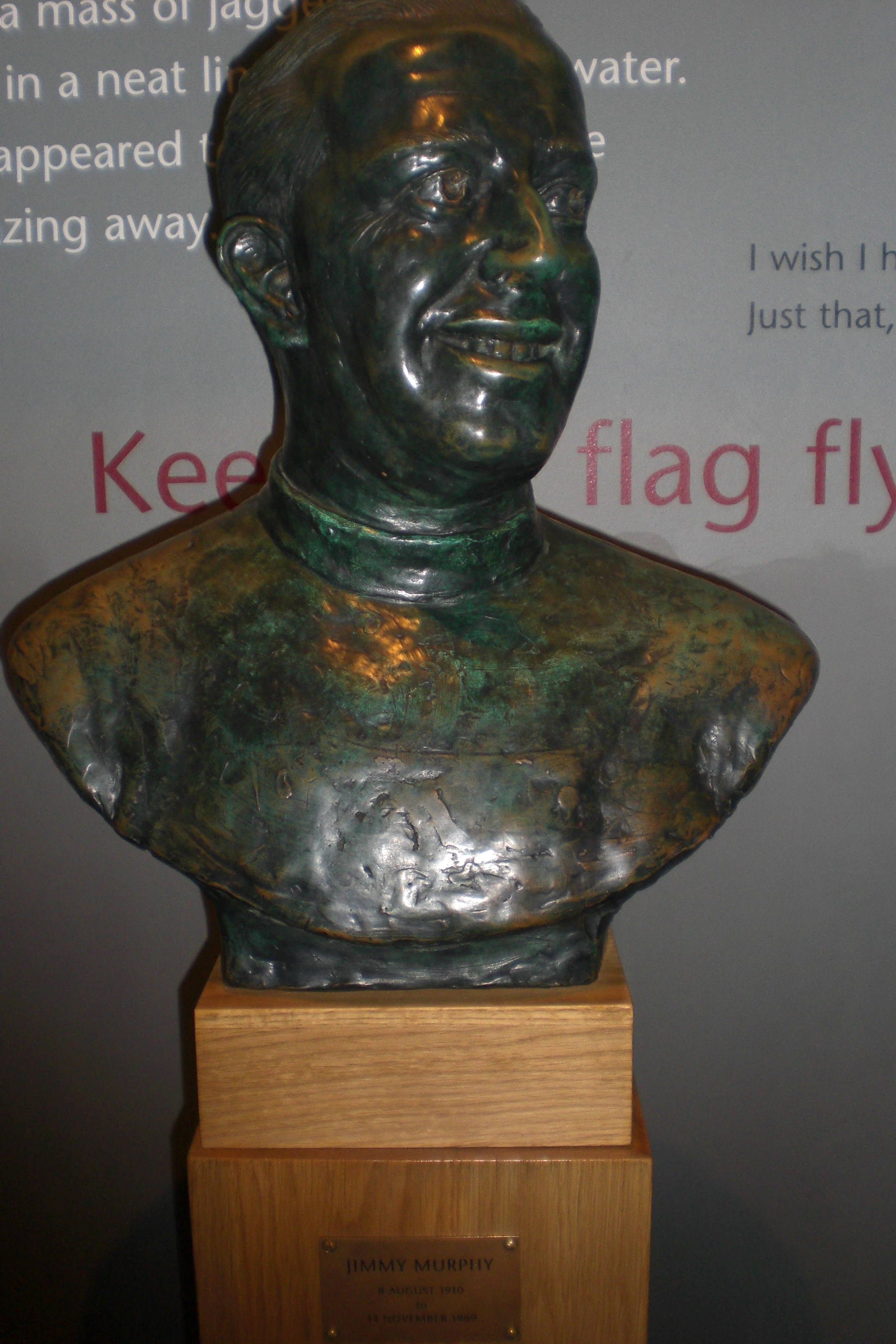
Denkmalbüste James Murphy

James Patrick „Jimmy“ Murphy (* 8. August 1910 in Glamorgan; † 14. November 1989 in Manchester) war ein walisischer Fußballtrainer und Fußballspieler.

## Karriere
Murphy war Spieler der walisischen Nationalmannschaft in den 1930er-Jahren. Er war über 300-mal für West Bromwich Albion aktiv.
Murphy war Assistent von Sir Matt Busby bei Manchester United und vom 6. Februar 1958 bis August 1958 Interimstrainer, nachdem Busby beim Flugzeugunglück in München schwer verletzt worden war. Er war bis 1971 Co-Trainer von Wilf McGuinness und Matt Busby. Seinen größten Erfolg hatte der Waliser 1958, als er als Trainer der walisischen Auswahl zur Fußball-Weltmeisterschaft 1958 nach Schweden reiste. Diese Qualifikation war bis zur Fußball-Europameisterschaft 2016 die einzige einer walisischen Auswahl zu einem großen Turnier. Wales schied im Viertelfinale nach einer 0:1-Niederlage gegen Brasilien aus. Zuvor war ein Sieg gegen Ungarn und zwei Unentschieden gegen Schweden und Mexiko verbucht worden.
Murphy starb 1989 im Alter von 79 Jahren.

### Stationen als Spieler
- West Bromwich Albion (1928–1939) 204 Spiele, 0 Tore.
- Swindon Town (1939) 4 Spiele, 0 Tore.

### Stationen als Trainer
- walisische Fußballnationalmannschaft (1956–1964)
- Manchester United (1945–1971) (1958 als Cheftrainer, ansonsten als Co-Trainer)

### Erfolge
als Trainer
- Teilnahme an der Fußball-WM 1958 mit Wales als Trainer

als Co-Trainer
- 6 × englischer Meister mit Manchester United (1952, 1956, 1957, 1965, 1967, 1968)
- 2 × englischer Pokalsieger mit Manchester United (1948, 1963)
- 1 × Meisterpokalsieger mit Manchester United (1968)